# The Ninth Hour
Albums de Sonata Arctica
Pariah's Child
(2014) Talviyö
(2019)
Singles
1. Closer To An Animal
Sortie : 12 août 2016[1]
2. Life
Sortie : 16 septembre 2016[2]

The Ninth Hour est le neuvième album studio du groupe finlandais Sonata Arctica. L’album est sorti le 7 octobre 2016 sous le label Nuclear Blast.

## Production
L'enregistrement a eu lieu à partir de la mi-avril 2016 dans plusieurs endroits. La majorité de l'enregistrement et du mixage a cependant eu lieu au Studio57, à Alaveteli, en Finlande. L'album est produit par le groupe, et mixé par Pasi Kauppinen.

### Jaquette
Selon Tony Kakko, l'arrière-plan de l'illustration de la jaquette représente un paysage utopique du futur. Au centre est présent un sablier représentant l'équilibre entre la nature et l'Humain. À droite, la nature est présente sans qu'aucun humain ne reste, et à gauche est représentée une dystopie humaine après la destruction de la nature. Selon l'idée de Kakko, « tourner le bouton inclinera le sablier dans une ou l'autre des directions, et l'autre coupe se videra et cet avenir sera effacé ». Il s'agit d'une illustration des choix qu'a à faire l'humanité quant à son avenir, et celui de sa planète.

## Promotion et sortie
The Ninth Hour est annoncé le 21 juillet 2016, ainsi que son titre et sa pochette. Sa date de sortie est également annoncée pour le 7 octobre de la même année. Le 12 août 2016, le premier single Closer to an Animal est dévoilé, en même temps que l'album entre en pré-commande. Le deuxième single, Life, sort le 16 septembre suivant en même temps qu'un teaser, et son clip complet est dévoilé la semaine suivante, le 23 septembre.

## Liste des morceaux
| No  | Titre                                                           | Durée |
| --- | --------------------------------------------------------------- | ----- |
| 1.  | Closer to an Animal                                             | 5:22  |
| 2.  | Life                                                            | 5:06  |
| 3.  | Fairytale                                                       | 6:38  |
| 4.  | We Are What We Are                                              | 5:25  |
| 5.  | Till Death’s Done Us Apart                                      | 6:06  |
| 6.  | Among the Shooting Stars                                        | 4:10  |
| 7.  | Rise a Night                                                    | 4:28  |
| 8.  | Fly, Navigate, Communicate                                      | 4:27  |
| 9.  | Candle Lawns                                                    | 4:32  |
| 10. | White Pearl, Black Oceans Part II – “By the Grace of the Ocean” | 10:13 |
| 11. | On the Faultline (Closure to an Animal)                         | 5:34  |
| 12. | Run to You (piste bonus)                                        | 3:34  |

## Musiciens
- Tony Kakko : chant
- Elias Viljanen : guitare
- Henrik Klingenberg : claviers
- Pasi Kauppinen : basse
- Tommy Portimo : batterie

## Crédits
- Pasi Kauppinen : mixage